# Георгиевский, Григорий Петрович
Григо́рий Петро́вич Георгиевский (31 июля 1866, Глинка, Гжатский уезд, Смоленская губерния — 14 февраля 1948, Москва) — русский и советский археограф, библиограф, историк, книговед и церковный историк.

## Биография
Родился 31 июля 1866 года в селе Глинка в семье священника. Получил духовное образование: в 1886 году окончил Смоленскую духовную семинарию, в 1890 году Петербургскую духовную академию. Он не захотел пойти по стопам своего отца и искал новую профессию. В 1890 году он устроился на работу дежурным при читальном зале Библиотеки Румянцевского музеума, в 1892 году получил там же должность помощника хранителя отделения рукописей и старопечатных книг, а 1903 году — должность хранителя отделения. Наряду с библиотечной работой, он также сотрудничал в ряде газет и журналов, издававшихся в Москве и Петербурге, однако работа, проводимая в Библиотеке Румянцевского музеума он считал главнее всего. Очень часто публиковал документальные материалы, посвящённые жизни и творчеству русских писателей. В годы становления РСФСР занимал должность эмиссара Наркомпроса и много раз выезжал на места для спасения рукописных материалов. В годы становления СССР заведовал отделом рукописей Библиотеки имени Ленина. В 1935 году вышел на пенсию и покинул должности главного хранителя Библиотеки имени Ленина и хранителя Румянцевского музеума. После выхода на пенсию, важнейшее место его работы стали занимать консультации и экскурсии. В 1938 году учёный совет Библиотеки имени Ленина присвоил ему звание профессора книговедения.
Член Поместного Собора 1945 года. Скончался 14 февраля 1948 года в Москве. Похоронен на 10-м участке Введенского кладбища.

## Публикации
- Апокрифическое «Сказание» или литературная фальсификация : (Невинный Пруденций. Для взрослых. (Сказание). Н. С. Лескова. № 121. Москва. 1892). — Москва : Рус. обозрение, 1892. — 16 с.
- Христианство в понимании русских людей в домонгольский период. — Москва : тип. А. И. Снегиревой, 1893. — 170, IV с.;
- Завет преподобного Сергия. М., 1893;
- Москва, её святыни и памятники. М., 1894, 1904;
- Никон — святейший патриарх Всероссийский, и основанный им Новый Иерусалим / Ред. В. И. Шемякина. — Москва : тип. И. Д. Сытина, 1897. — 275 с.
  - Никон — святейший патриарх Всероссийский, и основанный им Новый Иерусалим / Ред. В. И. Шемякина. — 2-е изд. — Санкт-Петербург : паровая скоропечатня П. О. Яблонского, 1899. — 346 с.
- Описание места и устройства святого Храма во имя Рождества Богородицы и Школы на даче Кантемирово, основания и открытия Ригодищской Богородицерождественской общины в имении Ригодищи, при Богородицерождественской церкви, Валдайского уезда, Новгородской епархии. — Новгород : паровая тип. А. С. Федорова, 1895. — 24 с.
- Коронование русских государей : Ист. очерк Г. П. Георгиевского. — Москва : тип. т-ва И. Д. Сытина, 1896. — 120 с.
- Праздничные службы и церковные торжества в старой Москве; Ред. В. И. Шемякина. — Москва : Типография т-ва И. Д. Сытина, 1896. — 328 с.
  - Праздничные службы и церковные торжества в старой Москве. — М. : Междунар. изд. центр православ. лит., 1995. — 429 с. — ISBN 5-88467-042-7
- В старой Москве: Великий пост и Пасха // Русский вестник. 1900. — № 4. — С. 554—569;
- История Смутного времени в очерках и рассказах. — [Москва] : А. А. Петрович, [1902 ценз. ]. — 426 с.
- Смутное время : Очерки и рассказы. — Москва : т-во типо-лит. В. Чичерин, 1903. — 372 с.
- Московский Александровский институт. М., 1905;
- Гоголь и Жуковский в 1846 году. — 1910. — 290 с.
- Отделение рукописей Императорского Московского и Румянцевского музея // 50-летие Румянцевского музея в Москве: 1862—1912 годы: Ист. очерк. М., 1913. — С. 41-78;
- Собрание Н. С. Тихонравова. М., 1913;
- А. Н. Оленин и Н. И. Гнедич : Новые материалы из Оленин. арх. : [К столетию Имп. Публ. б-ки : Ст. … с прил. неизд. соч. и переписки Н. И. Гнедича]. — Санкт-Петербург : тип. Имп. Акад. наук, 1914. — 138 с.
- Рукописи Т. Ф. Большакова, хранящияся в Московском и Румянцовском музее. — Петроград : издание Отделения русского языка и словесности Императорской академии наук, 1915. — VIII, 455 с.;
- Очерки по истории Красной гвардии. — Москва : Факел, 1919. — 110 с.
- Рукописи с летописями (датированные) // Путеводитель по Государственному Румянцевскому музею. М., 1923;
- Рукописи Н. В. Гоголя: Каталог / проф. Г. Георгиевский и А. Ромодановская; Гос. б-ка СССР им. В. И. Ленина. — Москва : Соцэкгиз, 1940 (Ленинград). — 128 с.
- Правда о религии в России.  / под ред. митр. Николая (Ярушевича), проф. Г. П. Георгиевского, прот. А. П. Смирнова. М.: Моск. патриархия.
- Первый Патриарх Московский (23 и 26 января 1589 г.) // Журнал Московской Патриархии. М., 1944. — № 8. — С. 12-16.
- О составе Поместного Собора // Журнал Московской Патриархии. М., 1944. — № 10. — С. 10-14.
- Полугодовой памяти Патриарха Сергия (15 мая — 15 ноября 1944 г.) // Журнал Московской Патриархии. М., 1944. — № 12. — С. 43-45.
- Предстоящий юбилей (1448—1948 гг.) [автокефалии Русской Православной Церкви] // Журнал Московской Патриархии. М., 1946. — № 10. — С. 52-56.
- На родине Василия Блаженного (из истории московских окраин) // Журнал Московской Патриархии. М., 1947. — № 4. — С. 33-36.
- Берегите книги! // Журнал Московской Патриархии. М., 1947. — № 9. — С. 24-28.
- Праздник Богоявления в старой Москве // Журнал Московской Патриархии. М., 1948. — № 1. — С. 36-39.